# 第47回社会人野球日本選手権大会
第47回社会人野球日本選手権大会（だい47かいしゃかいじんやきゅうにほんせんしゅけんたいかい）は、2022年10月30日から11月9日の11日間、京セラドーム大阪で行なわれた社会人野球日本選手権大会である。

## 概要
- 本大会は、2020年東京オリンピックの影響により前回、2021年の第46回が夏季開催[1]となったため、新型コロナウィルスの蔓延により中止となった2020年[2]を挟む形で2019年の第45回大会以来の本来の秋季開催および京セラドーム大阪の単独開催に戻った。

- また、第46回大会では都市対抗と日本選手権の開催時期入れ替えのため、都市対抗優勝枠が前回大会（第45回大会）優勝枠（大阪ガスが該当）に変更されたが、今大会は本来の開催時期に戻るため、都市対抗優勝枠が復活し、第93回都市対抗野球大会で優勝した[3]ENEOSが出場権を得た。

- 決勝はトヨタ自動車がNTT東日本を8-1で下して、6回目の優勝を決めた。

## 出場チーム
| 代表枠                                                               | チーム                                                               | 出場回数                                                             |
| 日本選手権対象JABA大会（推薦枠を含む） 優勝チーム枠（基本13→実際11） | 日本選手権対象JABA大会（推薦枠を含む） 優勝チーム枠（基本13→実際11） | 日本選手権対象JABA大会（推薦枠を含む） 優勝チーム枠（基本13→実際11） |
| -------------------------------------------------------------------- | -------------------------------------------------------------------- | -------------------------------------------------------------------- |
| 都市対抗・九州大会優勝                                               | ENEOS                                                                | 6大会連続25回目                                                      |
| クラブ選手権優勝                                                     | 大和高田クラブ                                                       | 3大会ぶり4回目                                                       |
| 東京スポニチ大会優勝                                                 | 東芝                                                                 | 6大会連続30回目                                                      |
| 静岡大会優勝                                                         | 日本製鉄鹿島                                                         | 2大会ぶり10回目                                                      |
| 四国大会優勝                                                         | 日本通運                                                             | 3大会連続23回目                                                      |
| 岡山大会・北海道大会優勝                                             | Honda熊本                                                            | 5大会ぶり14回目                                                      |
| 日立市長杯大会優勝                                                   | 日本生命                                                             | 10大会連続38回目                                                     |
| 長野大会優勝                                                         | 東京ガス                                                             | 2大会ぶり11回目                                                      |
| 京都大会優勝                                                         | 三菱重工West                                                         | 5大会連続26回目                                                      |
| ベーブルース杯優勝                                                   | 鷺宮製作所                                                           | 2大会ぶり14回目                                                      |
| 東北大会優勝                                                         | 大阪ガス                                                             | 9大会連続25回目                                                      |

| 代表枠                                      | チーム                                      | 出場回数                                    |
| 各地方予選大会からの出場枠（基本19→実際21） | 各地方予選大会からの出場枠（基本19→実際21） | 各地方予選大会からの出場枠（基本19→実際21） |
| ------------------------------------------- | ------------------------------------------- | ------------------------------------------- |
| 北海道（1）                                 | 航空自衛隊千歳                              | 9大会ぶり2回目                              |
| 東北（1）                                   | TDK                                         | 2大会連続11回目                             |
| 北信越（1）                                 | バイタルネット                              | 2大会ぶり8回目                              |
| 関東（4→5）                                 | 日立製作所                                  | 4大会ぶり13回目                             |
| 関東（4→5）                                 | SUBARU                                      | 5大会ぶり17回目                             |
| 関東（4→5）                                 | セガサミー                                  | 2大会連続6回目                              |
| 関東（4→5）                                 | NTT東日本                                   | 8大会連続17回目                             |
| 関東（4→5）                                 | 三菱重工East                                | 4大会連続9回目                              |
| 東海（3）                                   | トヨタ自動車                                | 18大会連続21回目                            |
| 東海（3）                                   | 王子                                        | 6大会連続14回目                             |
| 東海（3）                                   | JR東海                                      | 3大会ぶり15回目                             |
| 近畿（4）                                   | カナフレックス                              | 2大会連続4回目                              |
| 近畿（4）                                   | 日本新薬                                    | 14大会連続24回目                            |
| 近畿（4）                                   | パナソニック                                | 27大会連続42回目                            |
| 近畿（4）                                   | NTT西日本                                   | 10大会連続23回目                            |
| 中国（2）                                   | JFE西日本                                   | 4大会連続15回目                             |
| 中国（2）                                   | JR西日本                                    | 2大会ぶり8回目                              |
| 四国（1）                                   | 四国銀行                                    | 6大会ぶり23回目                             |
| 九州（2→3）                                 | JR九州                                      | 3大会連続16回目                             |
| 九州（2→3）                                 | 西部ガス                                    | 3大会連続4回目                              |
| 九州（2→3）                                 | 宮崎梅田学園                                | 3大会ぶり2回目                              |

## 大会
今大会では延長10回以後、試合時間に関係なくタイブレークが適用される。
- トーナメント表は外部記事参照

### 1回戦
- 10月30日
  - 大和高田クラブ 2-0 日本製鉄鹿島
  - JR東海 2-7 日本生命
  - 東芝 7-5 バイタルネット
- 10月31日
  - トヨタ自動車4-2（延長12回タイブレーク）TDK
  - ENEOS5-2（延長10回タイブレーク）四国銀行
  - 大阪ガス2-4東京ガス
- 11月1日
  - 西部ガス2-5NTT東日本
  - JR九州3-6日立製作所
  - 鷺宮製作所5-1NTT西日本
- 11月2日
  - 王子4-1航空自衛隊千歳
  - カナフレックス0-10（7回コールドゲーム）日本通運
  - セガサミー3-5パナソニック
- 11月3日
  - JFE西日本0-5三菱重工West
  - JR西日本1-11（8回コールドゲーム）三菱重工East
  - 日本新薬8-0宮崎梅田学園
- 11月4日
  - SUBARU2-3Honda熊本

### 2回戦
- 11月4日
  - 鷺宮製作所0-1東芝
  - トヨタ自動車2-0パナソニック
- 11月5日
  - ENEOS8-2日本新薬
  - 日立製作所1-2三菱重工West
  - 日本生命0-3東京ガス
- 11月6日
  - NTT東日本4-2王子
  - 大和高田クラブ1-6日本通運
  - Honda熊本1-3三菱重工East

### 準々決勝
- 11月7日
  - トヨタ自動車6-1東芝
  - ENEOS4-1（延長10回タイブレーク）三菱重工West
  - 東京ガス1-4NTT東日本
  - 三菱重工East2-1日本通運

### 準決勝
- 11月8日
  - ENEOS0-1トヨタ自動車
  - NTT東日本4-2三菱重工East

### 決勝
|                                   | 1 | 2 | 3 | 4 | 5 | 6 | 7 | 8 | 9 | R | H  | E |
| --------------------------------- | - | - | - | - | - | - | - | - | - | - | -- | - |
| NTT東日本                         | 0 | 1 | 0 | 0 | 0 | 0 | 0 | 0 | 0 | 1 | 7  | 1 |
| トヨタ自動車 (4大会=5年ぶり6回目) | 0 | 0 | 3 | 0 | 0 | 0 | 0 | 5 | × | 8 | 13 | 0 |

1. NTT東日本：●多田裕作（4回）→ 沼田優雅（1回）→片山楽生（2回）→堀誠（1/3回）→熊谷拓也（2/3回）
2. トヨタ自動車：〇嘉陽宗一郎（8回）→渕上佳輝（1回）
3. 勝利：嘉陽宗一郎
4. 敗戦：多田裕作
5. 審判
［球審］左海資士
［塁審］中西良太(1塁)、太田和宏(2塁)、文珠弘富(3塁)、和田拓也(予備)
6. 試合開始18時06分-試合終了21時01分 試合時間2時間55分